# GE Honda Aero Engines
GE Honda Aero Engines (ou GE Honda) est une coentreprise entre la société américaine General Electric Aircraft Engines et la société japonaise Honda Aero (en). Le but de cette union est de développer et vendre la série de réacteurs d'avions GE Honda HF120.

## Historique

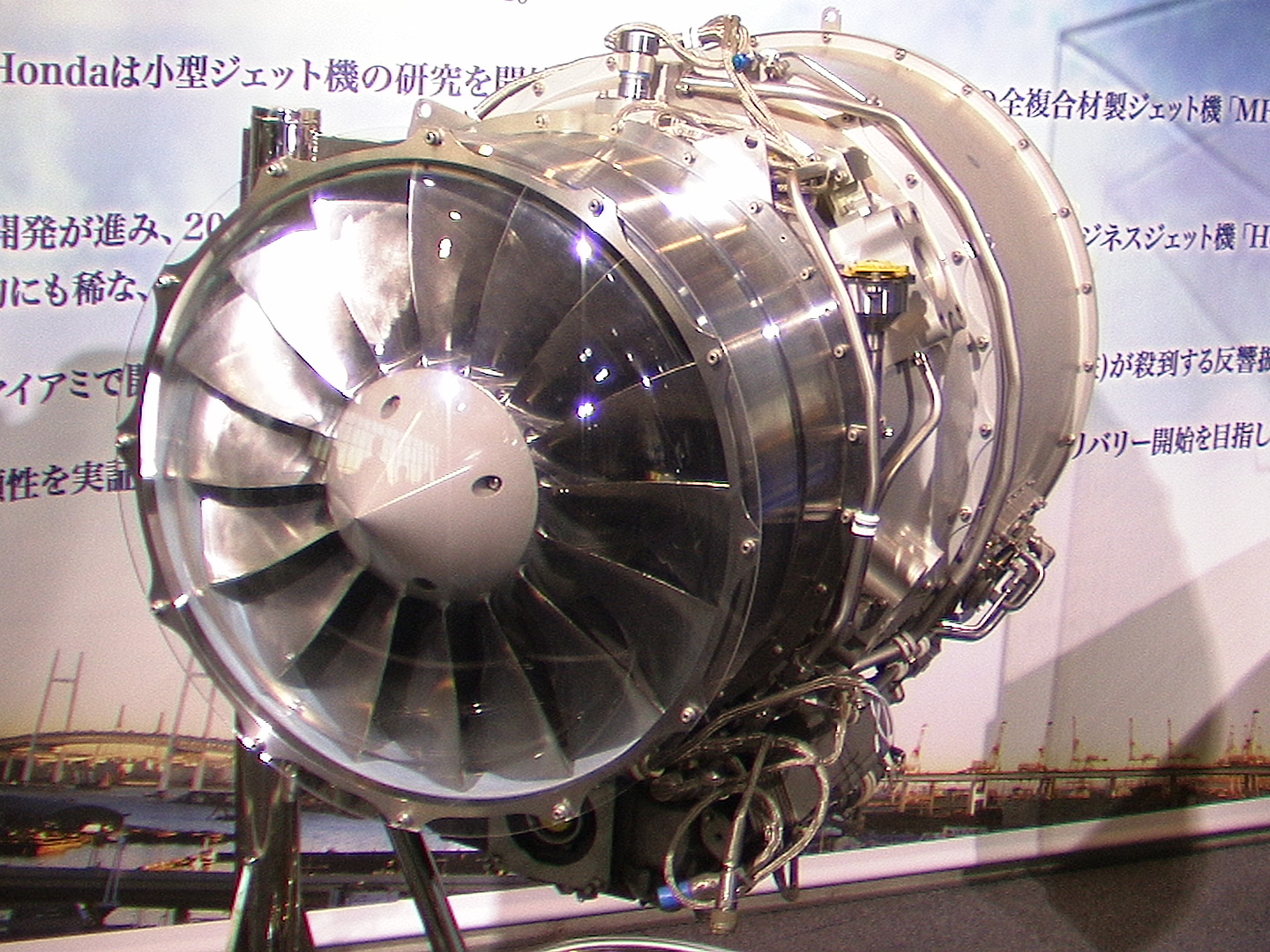
HF120

La coentreprise GE Honda a été créée en octobre 2004 dans le but de combiner la technologie de propulsion et l’innovation de General Electric, premier producteur mondial de moteurs pour avions à réaction, et de Honda, le plus grand constructeur de moteurs au monde.